# Санта-Барбара (Нариньо)
Санта-Барбара (исп. Santa Bárbara) — муниципалитет в составе департамента Нариньо Колумбии, является частью провинции Санкьянга. Административный центр — Искуанде.

## История
Выделен в отдельную административную единицу 20 декабря 1966 года.

## Географическое положение

Муниципалитет Санта-Барбара

Муниципалитет Санта-Барбара граничит на западе и юге с территорией муниципалитета Эль-Чарко, на востоке — с территорией департамента Каука, на севере омывается водами Тихого океана. Площадь муниципалитета составляет 1232 км².

## Население
По данным Национального административного департамента статистики Колумбии, численность населения муниципалитета в 2024 году составляла 14 144 человек.
Динамика численности населения муниципалитета по годам:
| 2005   | 2010   | 2015   | 2020   | 2021   | 2022   | 2023   | 2024   |
| ------ | ------ | ------ | ------ | ------ | ------ | ------ | ------ |
| 15 332 | 15 034 | 14 752 | 13 767 | 13 898 | 13 976 | 14 060 | 14 144 |

Согласно данным переписи 2005 года мужчины составляли 50,4 % от населения Санта-Барбары, женщины — соответственно 49,6 %. В расовом отношении негры, мулаты и райсальцы составляли 94,3 % от населения города; белые и метисы — 3,8 %; индейцы — 1,9 %.
Уровень грамотности среди всего населения составлял 80,9 %.

## Экономика
Большинство трудоспособного населения занято в сельском хозяйстве, золотодобыче и рыболовстве.
64,4 % от общего числа муниципальных предприятий составляют предприятия торговой сферы, 24,4 % — предприятия сферы обслуживания, 11,1 % — промышленные предприятия.